# Asura limbata
Asura limbata là một loài bướm đêm thuộc phân họ Arctiinae, họ Erebidae.